# Добрынин, Никита Константинович
Ники́та Добры́нин по прозвищу Пустосвя́т (ум. 11 (21) июля 1682 года, Москва) — суздальский священник, противник церковной реформы Патриарха Никона. Прозвище «Пустосвят» получил от своих оппонентов.

## Биография
Служил священником в Суздале; при патриархе Иосифе участвовал в исправлении и печатании церковных книг вместе с протопопом Аввакумом, Лазарем, Стефаном и др. Напечатанные им книги подверглись при Никоне новому исправлению.
В 1659 году прибыл в Москву и подал на своего архиепископа Стефана донос об уклонении от православия. Оправданный по следствию Стефан отрешил Никиту от места и грамоту об этом велел дьяку читать публично; Никита изорвал грамоту, избил дьяка, проклял Стефана и снова послал государю челобитную, с подробнейшей «росписью» преступлений архиепископа. Свидетели подтвердили многие показания Никиты, и сам Стефан, вызванный в Москву, на Соборе 1660 года во многом сознался, за что и был переведён из Суздаля в Москву, «для архиерейских священнослужений». Тем не менее, Собор не освободил Никиту от прещений, наложенных на него Стефаном.
Находясь под запрещением, принялся за составление «Челобитной», которая была окончена в конце 1665 года. Узнав о её существовании на допросе благовещенского дьякона Фёдора Иванова, власти решили её конфисковать со всеми подготовленными копиями и поручили написать на неё опровержение митрополиту Газы Паисию Лигариду и Симеону Полоцкому. Первый, как незнакомый со славянским языком, читал её, вероятно, только в латинском переводе Симеона Полоцкого и составил против неё 31 «отражение». В свою очередь и Симеон, руководствуясь «отражениями», написал «Жезл Правления», где рассматриваются взгляды Никиты в 30 «обличениях». Мнение Симеона было всецело принято Собором 1666 года, на котором была прочитана в присутствии Никиты его «Челобитная» с возражениями на неё, и сделаны попытки к вразумлению Никиты. Последний не только остался непреклонным в своих взглядах, но жесткой критикой уличал архиереев в невежестве. Тогда было решено предать Никиту, как и всех старообрядцев, отлучению от Церкви и заточить в темницу Угрешского Николаевского монастыря.
В челобитных к государю и к Собору просил о прощении и 26 августа 1667 года по приказу царя был освобождён и привезён в Москву без возвращения сана.

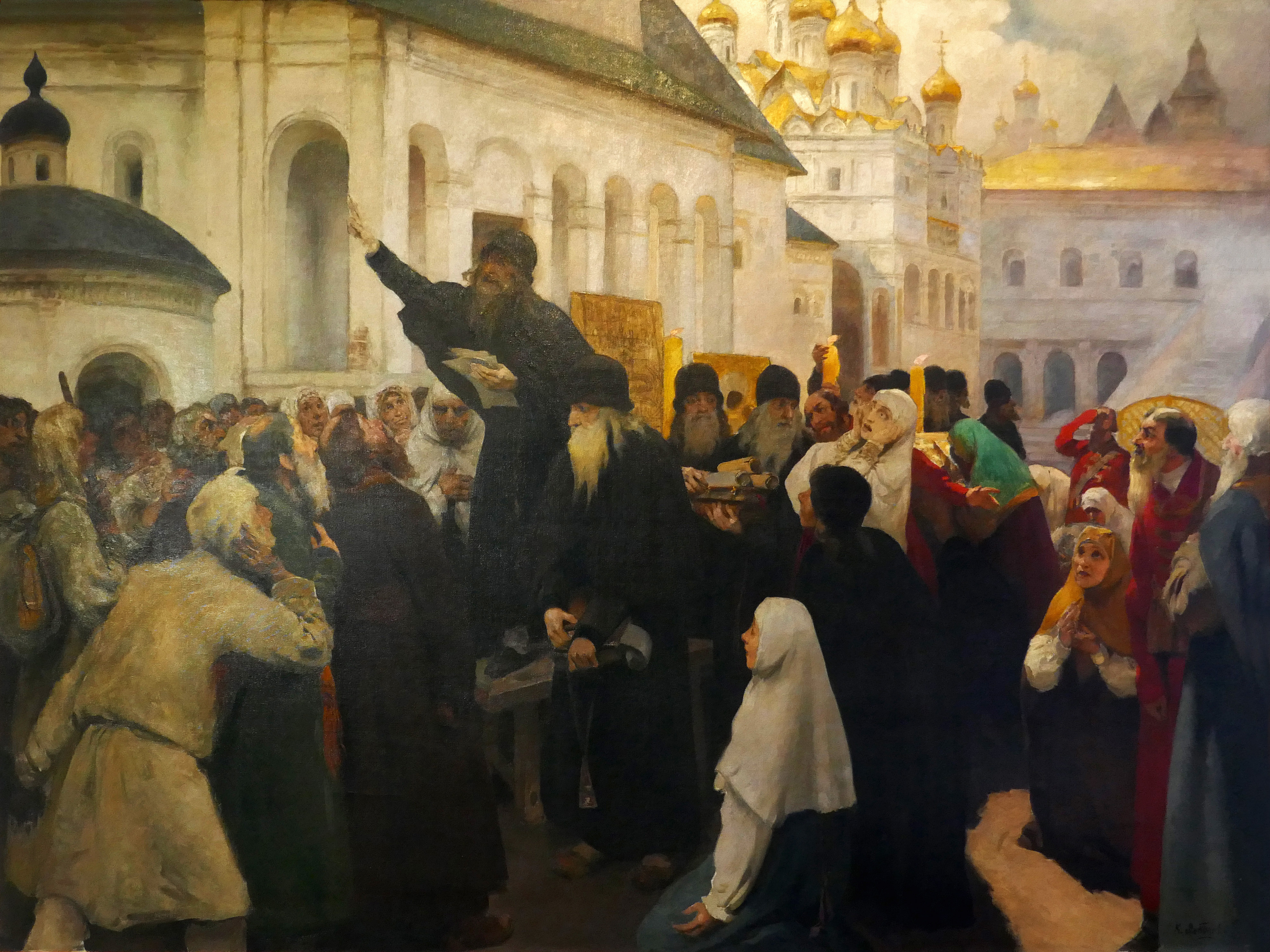
«Спор о вере. Никита Пустосвят» (Клавдий Лебедев)

О жизни Никиты до 1682 года ничего не известно. В этом году сторонники старого обряда, после смерти Феодора Алексеевича, задумали, опираясь на стрельцов, восстановить «древлее благочестие». Главным агитатором в пользу восстания князь Хованский избрал Никиту, который добился назначения «прений о вере» в Грановитой Палате в присутствии царственных особ. На прениях, состоявшихся 5 июля 1682 года и проводившихся «раскольниками» с большим ожесточением, вплоть до рукоприкладства, не пришли ни к какому результату. Выйдя из Грановитой палаты, Никита и его сторонники громко провозглашали свою победу.
Царевна Софья на следующее утро приказала схватить их: Никита был казнён (по уложению 1649 года за преступление против церкви полагалась смертная казнь) на Лобном месте — ему отсекли голову, а его соратники были разосланы по монастырям, откуда некоторым удалось бежать.
Сохранилось предание, что сторонники старого обряда тотчас после казни собрали останки Никиты и похоронили их в Гжатске Смоленской губернии.
Старообрядцы признают Никиту «столпом правоверия», православные иерархи отзывались о нём как о грубом, вредном и невежественном (Пустосвят) расколоучителе. Последующие исследователи (напр. арх. Никанор, в «Описании раскольнических соч.») также долго видели в нём лишь «невежественного раскольника». Происходило это оттого, что с «Челобитной» знакомились лишь по тем выдержкам, какие заключались в «Изобличениях» Симеона Полоцкого. Только профессор Субботин, издавший её впервые в полном виде (в «Материалах для истории раскола» т. IV), показал, что она богата содержанием; обвинения против реформаторов церкви изложены тщательно и искусно, а автор по начитанности, находчивости и способности излагать мысли простым и ясным языком может занять достойное место среди писателей-сторонников старого обряда, наряду с протопопом Аввакумом и дьяконом Фёдором Ивановым. Некоторые несомненные следы непонимания и искажения никоновского текста объясняются, по мнению проф. Субботина, распространенным среди сторонников старого обряда стремлением найти у противников ересь. Симеон Полоцкий в споре пользовался только черновой «челобитной» стороной Никиты Пустосвята, которая была им не окончена.
Историк Татищев негативно отзывался о религиозном протесте Никиты, но больше за его антигосударственную направленность.